# Dálniční křižovatka Frýdek-Místek-západ
Dálniční křižovatka Frýdek-Místek-západ je mimoúrovňová křižovatka na severní Moravě u Frýdku-Místku. Kříží se zde dálnice D48 s dálnicí D56.

## Poloha
Dálniční křižovatka se nachází na severní Moravě jihozápadně od centra Frýdku-Místku, resp. Místku mimo městskou zástavbu. Křižovatka se nachází v nadmořské výšce 311 m n. m. Křižovatka se nachází v těsné blízkosti hráze vodní nádrže Olešná.

## Popis
Dálniční křižovatka Frýdek-Místek je mimoúrovňová křižovatka dálnice D48 procházející od západu od Nového Jičína a D1 na východ k Českému Těšínu a dálnice D56, která sem vede od Ostravy a je na této křižovatce ukončena. Po D48 současně prochází evropská silnice E462.
Dálniční křižovatka Frýdek-Místek je provedena jako nalevo vyvedený trubkovitý typ tříramenné dálniční křižovatky. Nad křižovatkou vede mostek místní komunikace - ulice K Olešné.

## Historie výstavby
Úsek D48 mezi exitem 45 a 52 - tj. jižní obchvat Frýdku-Místku - byl zprovozněn ve dvou vlnách: první etapa na západě mezi exity 45 a 48 dne 30. června 2022 a druhá etapa na východě mezi exity 48 a 52 v prosinci 2022. K otevření 2,184 km dlouhého spojujícího úseku D56 od exitu 51 a tím i zprovoznění kompletní křižovatky došlo 2. září 2022.
Celkové náklady na výstavbu úseků obchvatu Frýdku-Místku činily přes 2 mld. Kč, práce byly zahájeny v dubnu 2018, investorem bylo Ředitelství silnic a dálnic.